# 오큘러스 퀘스트

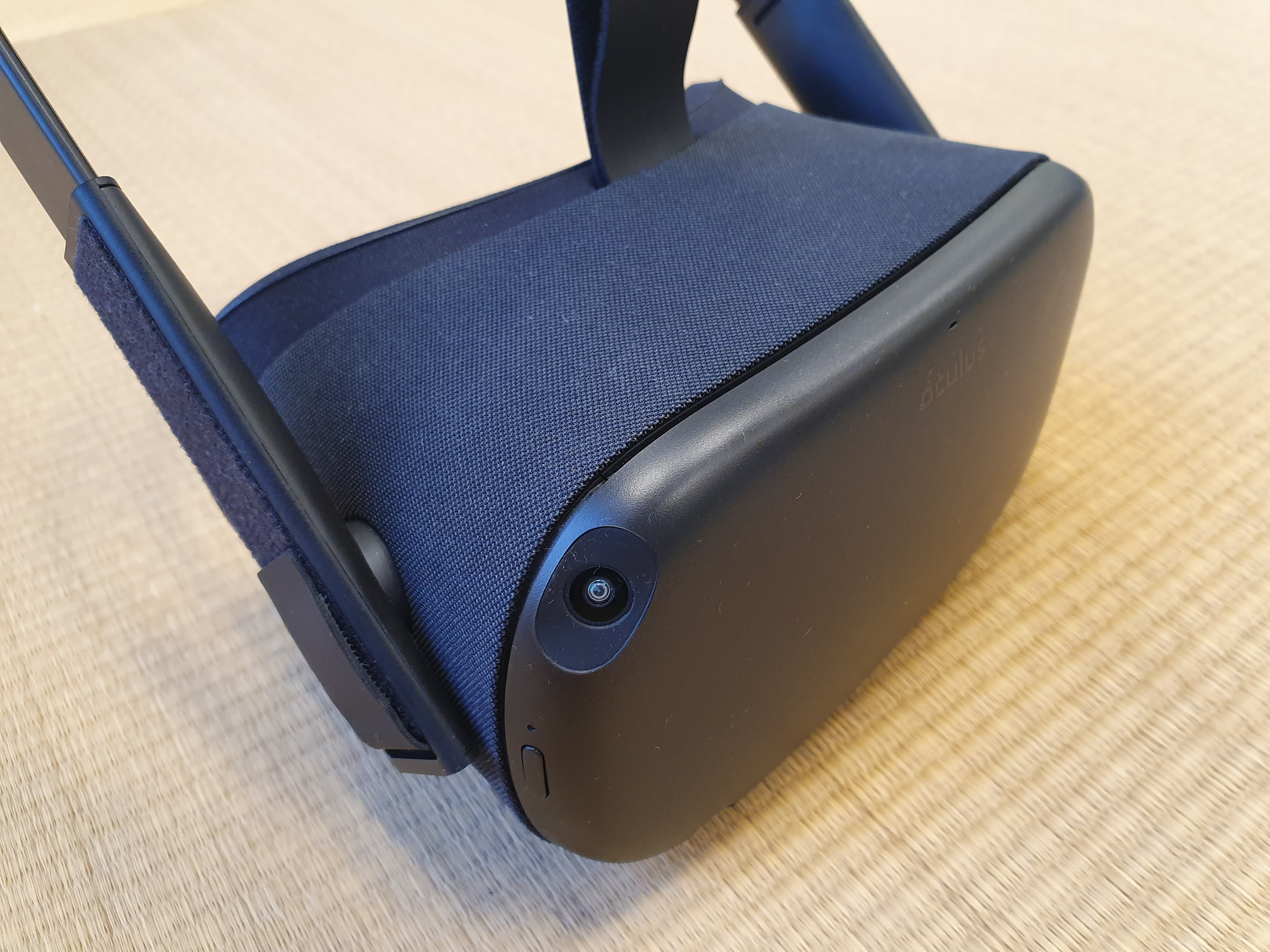

1세대 오큘러스 퀘스트(Oculus Quest)는 메타 플랫폼스 브랜드인 오큘러스(현 리얼리티 랩스)가 개발해 2019년 5월 21일 출시한 단종된 가상 현실 헤드셋이다. 전작인 오큘러스 고(Oculus Go)와 유사하게 독립형 기기로, 안드로이드 (운영체제) 기반 운영 체제에서 게임과 소프트웨어를 무선으로 실행할 수 있다. 외부 센서가 아닌 내부 센서와 헤드셋 전면에 있는 카메라 배열을 사용하여 6 자유도의 위치 추적을 지원한다. 카메라는 사용자가 지정된 경계 영역을 벗어날 때 카메라의 시야를 보여주는 안전 기능 "패스스루"의 일부로도 사용된다. 이후 소프트웨어 업데이트에는 USB를 통해 퀘스트를 컴퓨터에 연결할 수 있는 기능인 "오큘러스 링크"가 추가되어 오큘러스 리프트 호환 소프트웨어 및 게임과 함께 사용할 수 있다.
오큘러스 퀘스트는 가격과 편의성, 그리고 오큘러스 고에 비해 향상된 그래픽 충실도와 추적 기능으로 칭찬을 받았지만 전면이 무거운 빌드와 PC 기반 VR 게임에 비해 그래픽 품질이 다운그레이드되어 패닝을 받았다. 출시 당시에는 오큘러스 스토어에서 사용할 수 있는 소프트웨어로 제한되어 있고 오큘러스 고 소프트웨어와 하위 호환성이 없다는 비판도 받았다. 나중에 오큘러스 링크가 도입되면서 비평가들은 장치의 향상된 유연성을 칭찬하고 퀘스트와 같은 장치가 앞으로 PC 전용 리프트 헤드셋을 대체할 가능성이 있음을 지적하면서 퀘스트에 대한 재평가로 이어졌다. 후속작인 퀘스트 2가 2020년에 출시되었다.